# NGC 1758
NGC 1758 (другое обозначение — OCL 453) — рассеянное звёздное скопление в созвездии Тельца.
Этот объект входит в число перечисленных в оригинальной редакции «Нового общего каталога».
Скопление видно через рассеянное поле Млечного Пути. Имеет примерно 9 на 10 угловых минут в попереречнике.